# Bihoreau cannelle
Nycticorax caledonicus
Espèce
Synonymes
Ardea caledonica Gmelin, 1789
Statut de conservation UICN

 LC  : Préoccupation mineure
Le Bihoreau cannelle (Nycticorax caledonicus) est une espèce d'oiseaux de la famille des ardéidés qui se retrouve en Océanie et dans le Sud-Est asiatique.

## Distribution

résident permanent
non nicheur

Le Bihoreau cannelle niche en Nouvelle-Calédonie, aux Philippines, en Indonésie, aux Palaos, aux États fédérés de Micronésie, sur l'archipel Bismarck, aux îles Salomon, en Australie et en Nouvelle-Zélande. Il réside en permanence dans toute son aire de nidification, mais ses aires d’hivernage sont un peu plus étendues.

## Habitat
Ce bihoreau fréquente une grande variété d’habitats. Il se nourrit généralement dans l’eau stagnante, ou avec un courant faible, et de faible profondeur.

## Nidification
Il est très grégaire et niche en colonies dont la taille varie entre 200 et 3000 oiseaux parfois en compagnie d’autres hérons, de spatules, de cormorans, ou d’ibis. Le nid peut être placé jusqu'à 20 mètres de haut dans un arbre, dans un gros arbuste, dans la mangrove ou au sol. Le nid est fait d’un assemblage lâche de bâtonnets. Les œufs sont au nombre de deux à cinq.

## Sous-espèces
D'après la classification de référence (version 14.1, 2024) de l'Union internationale des ornithologues, le Bihoreau cannelle possède 6 sous-espèces (ordre philogénique) :
- † Nycticorax caledonicus crassirostris Vigors, 1839 : îles Bonin ;
- Nycticorax caledonicus manillensis Vigors, 1831 : Philippines et nord de Bornéo;
- Nycticorax caledonicus australasiae (Vieillot, 1823) : de Java à la Nouvelle-Guinée, nord-ouest de l'archipel Bismarck, Australie, Nouvelle-Zélande ;
- Nycticorax caledonicus mandibularis Ogilvie-Grant, 1888 : est de l'archipel Bismarck, îles Salomon ;
- Nycticorax caledonicus pelewensis Mathews, 1926 : Palaos, île Caroline ;
- Nycticorax caledonicus caledonicus Gmelin, JF, 1789 : Nouvelle-Calédonie.

Nycticorax caledonicus hilli Mathews, 1912 est synonyme de Nycticorax caledonicus australasiae (Vieillot, 1823).
Une de ces sous-espèces est éteinte :
- † Nycticorax caledonicus crassirostris, Vigors, 1839.